# Marlow (Oklahoma)
Marlow és una ciutat dels Estats Units a l'estat d'Oklahoma. Segons el cens del 2000 tenia 4.592 habitants.

## Demografia
Segons el cens del 2000, Marlow tenia 4.592 habitants, 1.877 habitatges, i 1.289 famílies. La densitat de població era de 249,7 habitants per km².
Dels 1.877 habitatges en un 30,3% hi vivien nens de menys de 18 anys, en un 53,1% hi vivien parelles casades, en un 11,9% dones solteres, i en un 31,3% no eren unitats familiars. En el 29,2% dels habitatges hi vivien persones soles el 16,5% de les quals corresponia a persones de 65 anys o més que vivien soles. El nombre mitjà de persones vivint en cada habitatge era de 2,37 i el nombre mitjà de persones que vivien en cada família era de 2,93.
Per edats la població es repartia de la següent manera: un 24,7% tenia menys de 18 anys, un 8,1% entre 18 i 24, un 24,4% entre 25 i 44, un 21,1% de 45 a 60 i un 21,7% 65 anys o més.
L'edat mediana era de 40 anys. Per cada 100 dones de 18 o més anys hi havia 81,5 homes.
La renda mediana per habitatge era de 23.105 $ i la renda mediana per família de 30.568 $. Els homes tenien una renda mediana de 23.984 $ mentre que les dones 19.620 $. La renda per capita de la població era de 12.714 $. Entorn del 13,2% de les famílies i el 15,7% de la població estaven per davall del llindar de pobresa.

## Poblacions més properes
El següent diagrama mostra les poblacions més properes.